# Stenoxia astylos
Stenoxia astylos är en fjärilsart som beskrevs av William Schaus 1914. Stenoxia astylos ingår i släktet Stenoxia och familjen nattflyn. Inga underarter finns listade i Catalogue of Life.